# Szumanie-Pejory
Szumanie-Pejory – część wsi Szumanie w Polsce, położona w województwie mazowieckim, w powiecie sierpeckim, w gminie Zawidz.
W latach 1975–1998 Szumanie-Pejory należały administracyjnie do województwa płockiego.